# Silvano Campeggi
Silvano Campeggi, detto Nano (Firenze, 23 gennaio 1923 – Firenze, 29 agosto 2018), è stato un pittore italiano.

## Biografia
La sua fama è principalmente dovuta alla sua attività di cartellonista per le case di produzione cinematografiche di Hollywood nell'epoca d'oro del cinema (1945/1970): negli Stati Uniti è considerato tra i più importanti artisti grafici nella storia del cinema americano.
Il padre, tipografo e stampatore, introduce il giovane Silvano alla grafica e al design. Campeggi frequenta l'Istituto D'Arte di Porta Romana, a Firenze, e studia con Ottone Rosai e Ardengo Soffici.
Alla fine della Seconda guerra mondiale riceve un incarico dalla Croce Rossa Americana per dipingere alcuni ritratti di soldati prossimi al congedo; in questo modo entra in contatto con la cultura, la musica e il cinema d'oltreoceano.
Dopo la guerra si trasferisce a Roma, dove entra in contatto con il pittore Orfeo Tamburi e con il cartellonista Luigi Martinati e definisce il suo interesse per la cartellonistica cinematografica. Il suo primo manifesto è del 1946, per il film Aquila nera di Riccardo Freda.
Dopo poco tempo viene contattato dalla Metro-Goldwyn-Mayer per la realizzazione del manifesto del film Via col vento, al quale seguiranno oltre 3000 lavori, oltre che per la MGM anche per Warner Brothers, Paramount, Universal, Columbia Pictures, United Artists, RKO, Twentieth Century Fox.
Fra i cartelloni più famosi: Casablanca, Cantando sotto la pioggia, Un americano a Parigi, West Side Story, La gatta sul tetto che scotta, Vincitori e vinti, Exodus, Colazione da Tiffany.
Molte delle immagini create da Nano per i film più famosi hanno assunto valore iconico e sono immediatamente riconoscibili, come i quattro cavalli bianchi su sfondo rosso di Ben Hur e il volto di Leslie Caron utilizzato come puntino sulla prima lettera I di Gigi (che compare anche sulla copertina dell'album Ummagumma, del Pink Floyd).
Con la crisi del cinema, Campeggi rientra a Firenze, dove prosegue l'attività pittorica in ambiti diversi. Nel 1988 una mostra organizzata dal Comune di Firenze presso il Palazzo Medici Riccardi, dal titolo Il cinema nei manifesti di Silvano Campeggi, risveglia nel pubblico e negli appassionati del genere l'interesse per il lavoro di Nano; la mostra viene poi replicata a Parigi e a New York e da quel momento in poi vengono organizzate numerose mostre e personali in tutta Italia e all'estero.
Si ricordano una sua personale al Palazzo delle Esposizioni a Roma, nel 1995; la mostra Sogni attaccati ai muri, a cura di Enrico Crispolti, presso il Castello di Poppi, nel 1998; "3000 Times – The Art of the Movie Poster", organizzata dalla Film Society of Lincoln Center a New York nel 2007; "Maestro, do I need to get undressed?" (frase che il pittore racconta essergli stata rivolta da Marilyn Monroe in occasione di una sua posa per un ritratto), alla Galleria Varart di Firenze nel 2012, e la partecipazione al Festival Internazionale del Cinema di Syracuse (NY) nel 2013.
Per quanto riguarda la sua attività non riferita al grande schermo, nel 1997 realizza 35 dipinti ispirati al calcio storico fiorentino, esposti poi in una mostra al Palagio di Parte Guelfa in Firenze e a Lione, in Francia.

Nel 2001 realizza il drappellone per il palio dell'Assunta di Siena, vinto poi dalla Contrada del Drago, e contemporaneamente la mostra Pittura in diretta: è Palio viene allestita nel Complesso museale di Santa Maria della Scala.
Nel 2006 disegna la sua ultima locandina per il Peter Pan il Musical opera con le musiche tratte dall'album Sono solo canzonette di Edoardo Bennato, e riarrangiate in versione musical dallo stesso cantautore. L'8 dicembre 2006 l'opera debutta al Teatro Augusteo di Napoli. Di grande impatto visivo e coinvolgimento, nella stagione teatrale 2006-07 è stato lo spettacolo più visto in assoluto in Italia con 135.141 spettatori.
Nel 2008, in occasione del 150º anniversario della nascita di Giacomo Puccini, Campeggi espone a Torre del Lago una serie di ritratti immaginari delle protagoniste dell'opera del compositore, in una mostra dal titolo Puccini e le sue donne.
Sempre nel 2008 a Portoferraio viene allestita la mostra "Napoleone all'Elba", per commemorare il 200º anniversario della permanenza di Napoleone Bonaparte all'isola d'Elba.
È del 2010 la mostra allestita presso il castello dei Conti Guidi di Poppi (Arezzo), intitolata Verso Campaldino: dal Pian di Ripoli alla battaglia, serie di opere ispirate alla battaglia di Campaldino del 1289, svoltasi proprio nella piana vicina alla città di Poppi.
Suo il manifesto per il festival del Maggio Musicale Fiorentino del 2013. Nel 1999 il Comune di Firenze lo nomina Magnifico Messere del calcio storico fiorentino, e nel 2000 è insignito del Fiorino d'Oro della città di Firenze. Nel 2014 ha ricevuto alla casa di Giotto a Vicchio (FIRENZE) il Premio GIOTTO e L'ANGELICO ideato dall'Associazione culturale Dalle terre di Giotto e dell'Angelico, nel 2015 ha ricevuto il Premio delle Arti Fiorentini nel Mondo, edizione 2014, per la categoria Arti Visive. Nel 2018 è stato nominato Cavaliere onorario di Parte Guelfa.
Nel 2018 gli è stato dedicato un documentario biografico, in cui appare per l'ultima volta in pubblico, dal titolo As Time Goes By - L'uomo che disegnava sogni, diretto da Simone Aleandri e prodotto da Clipper Media e Istituto Luce. Il film ripercorre la sua vita e la sua carriera dagli inizi fino ai giorni nostri. È stato presentato alla Festa del cinema di Roma 2018 e ha vinto il Tiburon International Film Festival 2018 come miglior documentario.
Nel 2023 in occasione del centenario della nascita di Campeggi il Comune di Firenze insieme a Poste Italiane e il Ministero delle Imprese e del Made in Italy organizzarono un grande evento nella Sala D'armi di Palazzo Vecchio per l'emissione di un francobollo commemorativo che riporta: "un ritratto di Silvano Campeggi in primo piano su uno dei suoi bozzetti preparatori del manifesto cinematografico del film “Ben Hur” di William Wyler, i famosi quattro cavalli bianchi su sfondo rosso, diventati autentiche icone del cinema mondiale"; l'evento promosso dalla vedova Elena Campeggi e dall'organizzatore Matteo Cichero ha visto presenti il sindaco Dario Nardella, il Presidente della Regione Toscana Eugenio Giani ed il politico e scrittore Riccardo Nencini.